# Inscrutabile divinae
Inscrutabile divinae è la prima enciclica di papa Pio VI, datata 25 dicembre 1775, nella quale il Pontefice, dopo aver ricordato come molte insidie, ispirate da un'irrefrenabile smania di novità, minano la vera religione, invita alla preghiera, a dare l'esempio di sani costumi, ad istituire seminari in ogni diocesi, a curare il decoro delle chiese; condanna inoltre la dilagante nuova filosofia illuminista « piena d'inganni».

## Fonte
Tutte le encicliche e i principali documenti pontifici emanati dal 1740. 250 anni di storia visti dalla Santa Sede, a cura di Ugo Bellocci. Vol. II: Clemente XIII (1758-1769), Clemente XIV (1769-1774), Pio VI (1775-1799), Pio VII (1800-1823), Libreria Editrice Vaticana, Città del Vaticano 1994.